# Панасенко Ольга Кіндратівна
Ольга Кіндратівна Панасенко (8 липня 1920, селище Хабне Київської губернії, тепер ліквідоване смт. Поліського району Київської області — ?) — українська радянська діячка, новатор сільськогосподарського виробництва, пташниця радгоспу імені Куйбишева Барвінківського району Харківської області. Депутат Верховної Ради УРСР 6—7-го скликань. Герой Соціалістичної Праці (22.03.1966).

## Біографія
Народилася у селянській родині на Київщині (за іншими даними — на Вінниччині). У 1937 році закінчила сім класів школи.
У 1937—1941 роках — друкарка в організації «Землетранс» міста Москви.
У 1941 році повернулася до Української РСР, проживала з родичами у Перещепинському районі Дніпропетровської області. З 1943 року працювала бухгалтером колгоспу, одночасно навчалася на дворічних заочних бухгалтерських курсах у Харкові, які закінчила у 1948 році.
У 1948—1955 роках — бухгалтер радгоспу імені Куйбишева села Погонівки Барвінківського району Харківської області.
З травня 1955 року — пташниця птахоферми радгоспу імені Куйбишева Барвінківського району. Досягла великих успіхів у розвитку тваринництва, збільшенні продукції та заготівель яєць.
Член КПРС з 1962 року.
Потім — на пенсії у місті Барвінкове Харківської області.

## Нагороди
- Герой Соціалістичної Праці (22.03.1966)
- орден Леніна (22.03.1966)
- медаль «За трудову доблесть» (26.04.1963)
- медалі